# Hawaou Adamou
Hawaou Adamou, née en 1974 à ⁣⁣Yaoundé⁣⁣, ⁣ est une militante camerounaise des droits de l'Homme. Elle milite pour le droit à l’alphabétisation des femmes et l’éducation des filles. Elle est la fondatrice et la présidente de l'Association des Femmes Haoussa pour le Développement (AFHADEV) depuis 2006.

## Biographie
Hawaou Adamou est née en 1974 dans la capitale du Cameroun, Yaoundé. Elle est issue de la communauté musulmane des ⁣⁣Haoussas⁣. Elle grandit à la Briqueterie, un quartier défavorisé de la ville de Yaoundé. Elle fait le commerce des beignets au bord des routes dès l'age de six ans et c'est grâce à cette activité qu'elle parvient à financer l'école de ses cinq frères.
À l’âge 16 ans, elle est mariée de force. Après 12 grossesses, à l’âge de 30 ans, elle se retrouve dans la rue avec ses quatre enfants après le décès de son mari. Elle apprend à lire et à écrire à l'age de 35 ans. Elle obtient son certificat d’études primaires. Elle vit aujourd’hui chez sa mère et ses quatre enfants sont scolarisés.
En 2006, elle fonde l'AFHADEV, l'association des femmes Haoussa pour le développement, une association qui lutte contre l'analphabétisme des jeunes filles en milieu musulman. L'association milite pour les droits des femmes au quotidien. Hawaou Adamou fait du porte-à-porte en incitant les parents de différentes familles à envoyer leurs filles à l'école et discute avec les chefs de village dans l'objectif de les convaincre. Plus de 9000 nouvelles jeunes filles vont à l’école grâce à son association. Elle travaille avec Plan Cameroon à partir de 2010. L'association est remarquée par la Fondation Orange qui décide de la financer. En 2014, elle est sélectionnée parmi les cinq candidates au prix de la fondation Orange Woman For Change. Elle ne remporte pas le premier prix, mais est subventionnée à hauteur de 5.000 euros. Son association  reçoit également des ordinateurs, tablettes, une imprimante et des bénévoles pour mettre à bien son  projet de développement numérique. En 2014, Hawaou Adamou participe au Women's Forum.
En 2016, elle apparait dans le documentaire Elles ont toutes une histoire de Nils Tavernier réalisé par Elodie Polo Ackerman produit par Imagisme, avec la participation de France Télévisions et TV5 Monde ,,.